# Districte de Dubăsari
El districte de Dubăsari (en romanès Raionul Dubăsari) és una de les divisions administratives de la República de Moldàvia. La capital és Dubăsari. L'u de gener de 2005, tenia 34.000 habitants. Forma part de la Transnístria.